# HTC Touch HD
HTC Touch HD (кодовое имя HTC Blackstone, модельный индекс HTC T828X) — коммуникатор фирмы HTC под управлением Windows Mobile 6.1.